# Ocupação japonesa da Birmânia

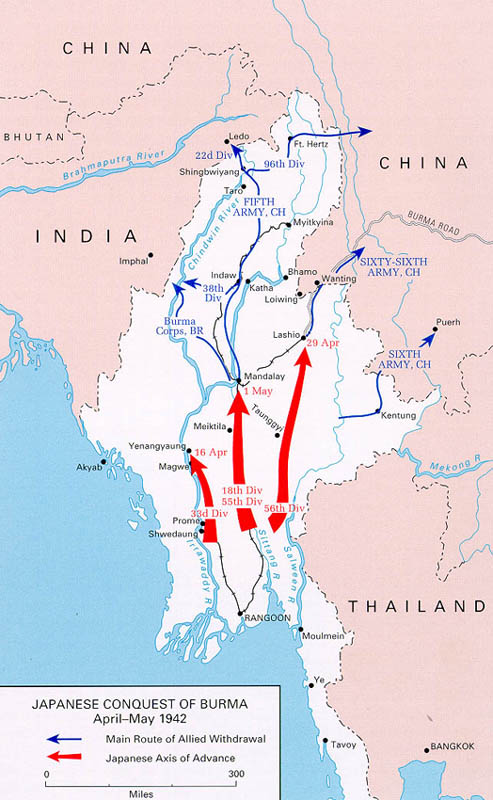
A ofensiva japonesa em abril de 1942: as quatro divisões japonesas atacaram ao longo de três eixos (em vermelho). Os britânicos retiraram-se para o noroeste e os chineses a leste (azul).

A ocupação japonesa da Birmânia se refere ao período entre 1942 e 1945, durante a Segunda Guerra Mundial, quando a Birmânia estava sob domínio Império Japonês. Os japoneses tinham assistido a formação da Exército Nacional da Birmânia, e treinaram os Trinta Camaradas, que foram os fundadores da moderna Forças Armadas (Tatmadaw). Os birmaneses esperavam ganhar o apoio dos japoneses para expulsar os ingleses, de modo que a Birmânia poderia tornar-se independente. Em 1942, durante a Segunda Guerra Mundial, o Japão invadiu a Birmânia, e declarou o país nominalmente independente, o Estado da Birmânia, em 1 de agosto de 1943. Um governo fantoche liderado por Ba Maw foi instalado. Aung San, pai do líder oposicionista Aung San Suu Kyi, líderes nacionalistas formaram a Organização Anti-Fascista (mais tarde renomeada Liga Popular Anti-Fascista da Liberdade), que pediu a Grã-Bretanha para formar uma coalizão com outros aliados contra os japoneses. Em abril de 1945, os Aliados tinham expulsado os japoneses. Em seguida, iniciaram as negociações entre os birmaneses e os ingleses pela independência.